# 음력 6월 30일
음력 6월 30일은 음력 6월의 30번째 날이다.

## 사건
- 2007년 - 제주항공 502편 활주로 이탈 사고 발생.

## 탄생
- 1953년 - 대한민국의 배우 연운경.
- 1955년 - 대한민국의 정치인 김동철.
- 1989년
  - 한국계 미국인 가수 티파니(소녀시대).
  - 대한민국의 배우 노지연.
- 1993년 - 대한민국의 배우 유승호.

## 같이 보기
- 음력 360일: 1월 2월 3월 4월 5월 6월 7월 8월 9월 10월 11월 12월
- 전날:6월 29일 다음날:7월 1일 - 전달:5월 30일 다음달:7월 30일
- 양력:6월 30일
- 음력, 윤달